# Vetons

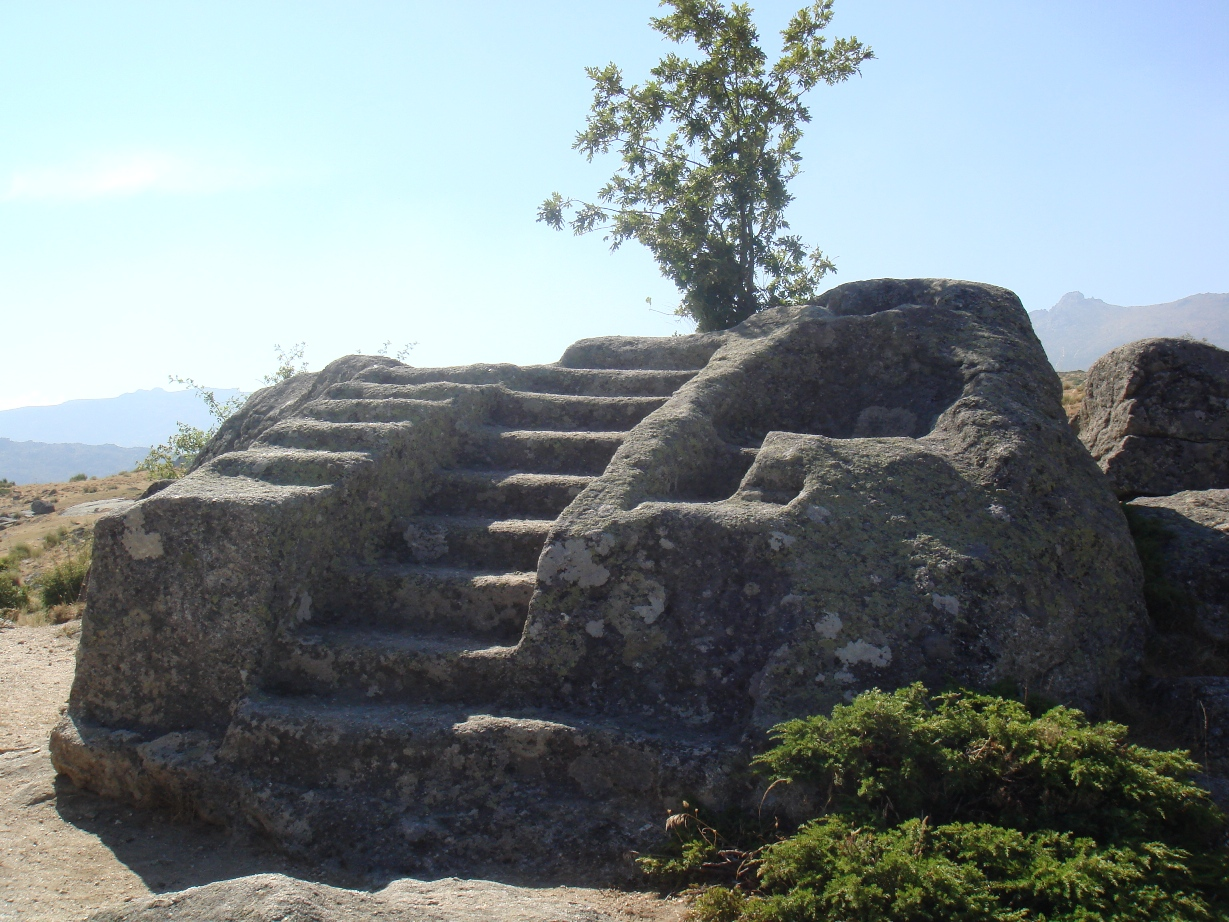
Altar d'Ulaca

Els vetons (en llatí Vettones) foren un poble probablement celta de la província de la Lusitània esmentats per diversos escriptors entre ells Cèsar i Plini. Estrabó els assigna com a residència la Tarraconense. Aureli Climent Prudenci anomena el seu territori Vettonia (Vetònia). Aquest territori era creuat pel Tagus (Tajo) i el riu Duero el separava de la terra dels àsturs; a l'oest el límit era l'actual Portugal i a l'est els carpetans (des de Simancas a Puente del Arzobispo, Trujillo i a Talavera la Vieja); al sud tenien la Bètica. Les ciutats principals eren Salmantica (Salamanca), Cecilionicum (Baños?), Capara (las Ventas de Capara), Sentice (prop de Los Santos), Cottaeobriga (Almeida) i Mirobriga/Augustobriga (Ciudad Rodrigo). A aquest territori creixia l'anomenada herba vettonica (herba betònica), coneguda a betònia.